# Albert Apponyi

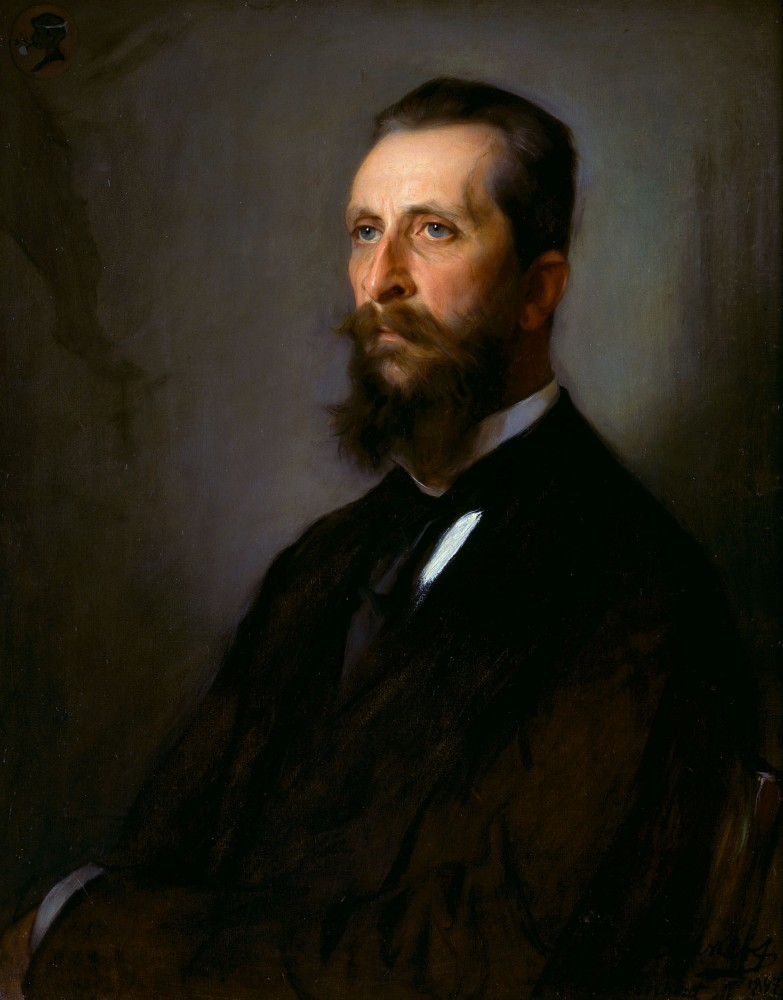
Graaf Albert Apponyi door Philip de László

Graaf Albert Apponyi von Nagy-Appony (Wenen, 29 mei 1846 – Genève, 7 februari 1933) was een Hongaars politicus.

## Biografie
Hij was de zoon van graaf György Apponyi en afkomstig uit de rijke magnatenfamilie Apponyi. Sinds 1872 was hij voor de Conservatieve Partij lid van de Hongaarse Rijksdag. In 1897 huwde hij gravin Clothilde Mensdorff-Pouilly.
Als lid van de Conservatieve Partij was hij aanvankelijk weinig geïnteresseerd in het sociale welzijn van de bevolking. Later verlaat hij echter de Conservatieve Partij en sloot hij zich aan bij de Onafhankelijkheidspartij. De Onafhankelijkheidspartij werd geleid door Ferenc Kossuth, de zoon van de Hongaarse revolutionair Lajos Kossuth. In 1894 hield Apponyi een speech waarin hij opriep tot de rehabilitatie van Lajos Kossuth en het oprichten van een standbeeld ten zijner gunste. Dit maakte Apponyi in een keer populair onder de bevolking. Apponyi werd steeds socialer en streefde naar algemeen, geheim kiesrecht. Van 1906 tot 1910 was hij minister van Eredienst en Onderwijs. In die functie voerde hij in 1907 de omstreden Apponyi-schoolwetten (wet XXVII) in ter harmonisatie van het onderwijs. Die verplichtten dat wanneer er 20 of meer Hongaarse kinderen in een Roemeense school zaten, zij les moesten krijgen in het Hongaars. Dit was met name in Roemenië bedoeld om de scholen te beletten een Roemeens gevoel door te geven aan de leerlingen en ging gepaard met hard Roemeens verzet.
Na de moord op troonopvolger, aartshertog Frans Ferdinand en diens vrouw, aartshertogin Sophie Chotek, uitte hij scherpe kritiek op het hofprotocol rondom de begrafenisplechtigheid. Volgens hem was er te weinig aandacht voor het menselijke aspect van de moord.
Na de Eerste Wereldoorlog was Apponyi leider van de Hongaarse delegatie die de vrede van Trianon sloot. Hij weigerde echter dit verdrag te ondertekenen met de woorden: Nem, nem, soha! ("Nee, nee, nooit!").  Daarna was hij enige tijd regent van het Hongaarse koninkrijk (1920) totdat Miklós Horthy dit ambt op zich nam.
Apponyi vertegenwoordigde sindsdien Hongarije in de Volkenbond. In die functie nam hij het vaak op voor de minderheden in landen, met name voor de Hongaarse minderheid in Roemenië, vooral in Transsylvanië. Ook was hij een overtuigd voorstander van de ontwapening en arbitrale oplossing (hij was in 1899 en 1907 Oostenrijks-Hongaarse gedelegeerde bij de Haagse Vredesconferenties). In 1930 sprak hij zich openlijk uit voor de herziening van het Hongaarse vredesverdrag: bijna de helft van de Hongaren woonde buiten Hongarije. Een poging hem in 1931 tot voorzitter te verkiezen van de Volkenbond mislukte.
Apponyi, hoewel een nationalist, streefde naar het herstel van de Hongaarse monarchie onder een Habsburger. Hiermee stond hij lijnrecht tegenover regent Miklós Horthy. Hij bestreed ook diens "Witte Terreur" en bepleitte de vrijlating van de gevangenen die sinds de onderdrukking van de radenrepubliek (1919) in de gevangenissen zaten.